# 로마 에스포르치 아푸카라나
로마 에스포르치 아푸카라나는 보통 로마라고 알려져 있는 축구 클럽으로, 브라질의 파라나 주 아푸카라나를 연고로 한다.